# 杜搢
杜搢（1542年—1575年），字端叔，號新沙，江西南昌府豐城縣人，軍籍，明朝政治人物。

## 生平
年甫十二，督学胡清巖、黄敬所皆奇其才。嘉靖四十三年（1564年）甲子科江西鄉試第二十九名舉人。隆慶五年（1571年）中式辛未科會試第十三名，二甲第四十三名進士。工部觀政，官至臨清州知州，萬曆三年（1575年）改调，卒于官。

## 家族
曾祖杜叔寘；祖父杜欒，贈通議大夫都察院右副都御史；父杜士希，累封通議大夫都察院右副都御史。母游氏（累封淑人）。具庆下。兄杜拯（通議大夫、都察院右副都御史）、杜抃、杜哲（歲贡生）、杜撰、杜擢、杜揭、杜揄。